# Ассина
Ассина — руководитель первого антиперсидского восстания в Эламе после воцарения Дария I.
После гибели в 522 году до н. э. в результате заговора знатных персов Бардии и восшествия на престол Дария I по всей персидской державе вспыхнули мятежи против нового царя. Первыми восстали жители Вавилонии и Элама. Правителем последних объявил себя Ассина, сын Упадармы. В эламской и аккадской версиях Бехистунской надписи Ассина назван эламитом. Хотя, как обозначили современные исследователи, имя его отца является иранским. Исследуя изображение Ассины на Бехистунском барельефе, А. Олмстед отметил, что на нём длинное одеяние с вертикальными складками, которое совершенно не похоже на одежду других предводителей мятежей. Как указано в надписи, по повелению Дария в Элам был направлен гонец. Ассину связанным доставили к царю, после чего казнили. По мнению М. А. Дандамаева, по всей видимости, восстание в Эламе ещё не охватило широких масс населения, не знавших при этом про одновременные события в Вавилонии, поэтому и было так легко подавлено.